# روخن (حديبو)

تعديل مصدري - تعديل

روخن هي إحدى قرى مديرية حديبو التابعة لمحافظة سقطرى، بلغ تعداد سكانها 55 نسمة حسب تعداد اليمن لعام 2004.